# Patryk Czarnowski
Patryk Czarnowski est un joueur polonais de volley-ball né le 1er novembre 1985 à Ostróda (Voïvodie de Varmie-Mazurie). Il joue central. De la saison 2019/2020 il est dans l'équipe Aluron Virtu Warta Zawiercie.

## Palmarès

### Clubs
Championnat de Pologne:
- 2016, 2017, 2018[2]
- 2004, 2005, 2010, 2011
- 2006, 2007, 2009, 2012, 2013, 2014

Challenge Cup:
- 2009

Coupe de Pologne:
- 2010, 2017

Coupe de la CEV:
- 2011

Ligue des Champions:
- 2014

Supercoupe de Pologne:
- 2017, 2018

### Équipe nationale
Championnat d'Europe des moins de 19 ans:
- 2003

Coupe du Monde:
- 2011

### Distinctions individuelles
- 2010: Miglior muro du Coupe de Pologne